# Tingena ombrodella
Tingena ombrodella är en fjärilsart som först beskrevs av Hudson 1950.  Tingena ombrodella ingår i släktet Tingena och familjen praktmalar. Inga underarter finns listade i Catalogue of Life.